# Une grenade avec ça?
Une grenade avec ça? est une série télévisée québécoise en 265 épisodes de 23 minutes diffusée entre le 29 septembre 2002 et le 20 décembre 2011 sur VRAK.TV.

## Synopsis
La série suit les péripéties d'une bande d'employés à la succursale montréalaise de Captain Creighton, chaîne de restauration rapide fictive. Les personnages notables récurrents incluent Danny Pitre, gérant de la succursale (Michel Laperrière), Anaïs Boutin, l'aspirante assistante-gérante (Catherine Proulx-Lemay), Ève Kaputchinski la sportive (Rose-Maïté Erkoreka), Norbert Gratton l'intello, Sonia Compagna la diva (Marilyse Bourke) et Patrick « Pat » Béliveau, le matérialiste (Jean-François Harrisson).

## Distribution
- Michel Laperrière : Danny Pitre
- Catherine Proulx-Lemay : Anaïs Boutin
- Rose-Maïté Erkoreka : Ève Kaputchinsky
- Caroline Gendron : Marine Bellehumeur (saisons 8 à 10)
- Pierre-Luc Houde : Simon Louis « Slamm » Auger Moreau-Morrissette (saisons 8 à 10)
- Marilyse Bourke : Sonia Compagna
- Jean-François Harrisson : Patrick « Pat » Béliveau (saisons 1 à 7)
- Eric Paulhus : Jonathan « Tché » Gouin (saisons 3 à 10)
- Yan England : Darius Léveillé (saisons 4 à 10)
- Gilbert Turp : Denis Pommerleau (saisons 1 à 3)
- Patrick Chouinard : Jean-Régis « Golden » Cossette (saisons 1 à 3)
- Marc-François Blondin : Jean-Pascal Huet/Inspecteur Creighton (saisons 9 à 10)
- Mathieu Grondin : Norbert « Norb » Gratton (saisons 1 à 3)
- Mélanie Maynard : Marie-Annette Cossette (saisons 2 à 4)
- Bobby Beshro : Julien-Christophe « JiCi qui s'écrie en fait JC pour les initiales de son nom, mais se dit JiCi » (saisons 1 à 3, et 5)
- Charles Gaudreau: Paul Duquette (saisons 1 à 2)
- Vincent Bolduc : Gilles Gendron Jr. (saisons 2 à 3)
- Catherine Lachance : Nancy Désilets (saisons 1, 3, 4, 6, 7 et 10)
- Hélène Major : Madame Leclerc (saisons 1 à 3)
- André Lacoste : Réal Patris (saison 3)
- Émilie Bibeau : Marie-Pierre Nadeau (saison 6 à 9)
- Renaud Lacelle-Bourdon : Xavier (saison 7)
- Sylvie De Morais : Saminia (saisons 8 et 9)
- Réal Bossé : Taloche (saison 8)
- Alexandre Morais : Guillaume Sanschagrin (saison 9)
- Virginie Morin : Jessica (saison 8)
- Catherine-Anne Toupin : Simone Vache (saison 8)
- Patrice Coquereau : Dr EINSTEIN (saison 8)
- Catherine Richer : Sophia (saison 6)
- Paul Ahmarani : Bobby le clown (saison 8)
- Jean-Pierre Bergeron: Don (saison 8)
- Jeff Boudreault: Firmin Jalobert (saison 3)
- Patrick Martin : Théodore Nesbitt Junior (saison 8)
- Marianne Fortier : Daphnée (saison 7)

## Personnages

### Danny Pitre
Gérant de la succursale Captain Creighton de Montréal, Danny est une personne très avare, paresseuse et lâche. Il serait prêt à tout mettre en œuvre pour faire épargner quelques sous à sa succursale. Très sévère envers son personnel, il peut quand même avoir des montées de générosité et même, si son humeur le permet, être gentil. Lorsqu'il était adolescent, Danny était accro à la root beer (racinette) et a dû aller en centre de désintoxication pour corriger ce problème. Il utilisait les sachets de sucre comme de la nicotine. Dans un épisode, il a été accro à une boisson énergisante nommée Full Pine. Son pire ennemi est Denis Pomerleau, qu'il surnomme le « p'tit fendant à Pomerleau », le gérant de Barbecue Joe. Leur rivalité vient de loin : Denis lui a volé son amour de jeunesse Nancy Désilets, mais Danny croit toujours que Nancy essaie de le rendre jaloux en sortant avec Denis Pomerleau. À un certain moment Danny va devenir maire et Nancy et lui vont se remarier. Ce mariage ne sera que temporaire. Danny a également une phobie des poules et du bonhomme Pillsbury. D'après lui, c'est le fils du bonhomme Michelin, mais il l'aurait renié car il était trop délinquant.
D'après les consommateurs, le restaurant connaît des déboires en raison de la mauvaise gérance. Dans la saison 6, Danny perd son poste de gérant. Il devient alors préposé aux plaques, car son ancien employé a racheté la succursale. Si cette dernière n'était pas vendue au prix de 2 millions de dollars canadiens, le restaurant aurait été détruit. L'ex-nouveau gérant n'était nul autre que Jonathan Gouin, mieux connu sous le nom de Tché. Danny est finalement redevenu le gérant propriétaire de la succursale, car Tché trouvait trop compliqué de diriger une succursale avec des amis comme employés. Au dernier épisode de la saison 7, Danny prend sa retraite en raison d'un épuisement professionnel et ne reste que propriétaire de la succursale. Il reprend son poste au cours de la saison 8 car Anaïs, alors gérante, s'inscrit à l'université du Burdog pour devenir superviseure de l'est du Québec.
Dans la saison 10, Nancy divorce avec Denis à cause de la faillite du Barbecue Joe. À la fin de la saison, à la suite d'un incendie du Barbecue Joe, Nancy se remarie avec Danny et ensemble, ils ouvrent un restaurant nommé La Patate de Nancy pour remplacer le Barbecue Joe. Anaïs prend la relève à la gérance par la suite avec de nouveaux employés, remplacent les autres qui ont quitté le restaurant.

### Anaïs Boutin
Assistante-gérante et employée du mois la plupart du temps, elle est également l'employée qui a été renvoyée le plus souvent.  Ambitieuse et désireuse de gravir les échelons, Anaïs se range souvent du côté du patron. Elle est reconnue comme étant la méchante du groupe, puisqu'elle va souvent trahir les autres membres du personnel pour le bien du restaurant ou leur faire faire des tâches ingrates (comme dénoncer un employé, faire le ménage ou remplacer quelqu'un). Elle n'a pas peur de dénoncer des employés en retard ou désobéissants à un seul règlement. Mais elle peut, par moments, se montrer gentille et serviable.  On apprend qu'elle habite dans l'appartement à côté de celui des gars. Au dernier épisode de la saison 6, elle a été choisie pour faire partie d'un voyage dans l'espace avec le grand Ben Creighton, le fondateur de la chaîne de restaurants. Durant le décollage, la navette a subi de grosses turbulences et a perdu le contact avec la Terre. Elle sort de cette aventure vivante. À la fin de la 7e saison, elle devient gérante. C'est une gérante qui est sans pitié. Elle fait des changements radicaux dans le resto et les ventes ont augmenté de 21.1 %. Mais lorsque les employés se sont syndiqués à cause de ses règlements jugés insensés, elle s'est inscrite à l'Université du Burdog et a redonné le poste de gérant à M. Pitre, et a même reçu un diplôme. Elle est maintenant inspectrice de la qualité Creighton et ne travaille plus au restaurant, mais reste tout de même un personnage principal. Cependant, on append dans un épisode qu'elle n'était pas une vraie inspectrice, car elle n'avait pas été choisie. Seul Slamm est au courant de ce secret, mais dans un épisode de la saison 9, elle l'annonce à tout le monde. Récemment, Danny l'a réengagée pour son expérience et les autres employés sont terrorisés à l'idée qu'Anaïs revienne! À la toute fin de la série, pendant la 10e saison, Anaïs devient gérante, succédant à Danny, qui en se mariant devait accepter de donner sa place à Anaïs. Elle peut enfin gérer de nouveaux employés, étant donné que les autres vont aux études ou autres projets. Une fin heureuse pour Anaïs !

### Ève Kaputchinsky
D'origine polonaise, Ève est franche et parfois impulsive. Elle est passionnée de cyclisme, végétarienne et écologiste. Elle est intéressée par tout ce qui touche à l'environnement et à l'égalité des sexes, d'ailleurs elle est la vice-présidente d'Équi-Éco, un organisme qui prend à cœur l'environnement. Ève adore les animaux, ce qui explique pourquoi elle est végétarienne, qu'elle utilise seulement des produits bio et qu'elle étudie en technique vétérinaire. Très amicale avec tout le monde (sauf avec Anaïs qu'elle déteste), elle a parfois mauvais caractère et a l'habitude de se mettre en colère facilement. Pourtant, au fil des saisons, elle se fâche moins facilement. Point de vue amoureux, elle est sortie tout d'abord avec Norbert pendant deux ans, mais après le départ de ce dernier, ils décidèrent de se séparer. Après, elle sortit avec Pat pendant quelques saisons, mais ils se séparèrent parce qu'ils ne s'entendaient plus très bien en tant que couple, à cause de leurs différences trop nombreuses et grandes (ex. : Ève est une fille active et généreuse, Pat dépense beaucoup pour acheter des objets non équitables et il est paresseux.) Ils sont redevenus amis après leur rupture.  Entre-temps, Ève abandonne l'école vétérinaire et décide finalement de devenir journaliste d'enquête. Lors de la finale de la série, Ève reprend sa relation amoureuse avec Tché et part étudier son cours de journaliste à Sherbrooke avec lui, qui veut devenir pro en informatique. Elle est hématophobe (peur du sang).

### Sonia Compagna
Elle est la meilleure amie d'Ève. Elle sont colocataires dans l'appartement aménagé au sous-sol des parents de Sonia. Elle est née sans savoir l'identité exacte de son père et elle a une demi-sœur nommée Cynthia dont elle a appris l'existence dans la 3e saison. Sonia a pour idole Céline Dion et fait tout pour parvenir à son but dans la vie : être une chanteuse de renommée internationale. Ses tentatives se terminent généralement de mauvaise façon, sauf à la fin de la 5e saison, où ses chansons connaissent un succès sans précédent. Côté amoureux, elle fréquentait un rockeur jaloux et bourru surnommé JiCi. Jusqu'au jour où ce dernier, vu la popularité sans pareil de Sonia, est parti avec toutes les redevances de ses chansons à l'extérieur du pays afin de se refaire une nouvelle vie lors du lancement de l'album de Sonia sur lequel elle a travaillé pendant 5 ans. JiCi était son chum, gérant, musicien et compositeur. Un peu plus tard, elle est tombée en amour avec Tché pendant quelque temps. Elle décida de prendre une année sabbatique, c'est-à-dire qu'elle ne doit pas chanter même pas une seule fois pour le plaisir. Souvent, elle a recommencé son année anti-chant car elle a chanté par erreur. Elle a aussi fait une dépression et a été agressive pendant un certain temps, encore à cause de l'album. Elle sortait avec Xavier durant la saison 7, mais celui-ci l'a laissée durant la 8e saison à la commande à l'auto, et on ne l'a pas revu depuis. Dans la saison 8, Sonia s'est inscrite a Creighton Idol, un concours de chanteurs fait par la succursale. En remportant le concours, elle s'attire de graves problèmes, parce qu'elle peut seulement chanter pour Captain Creighton. Dans un épisode, elle a été virée de Creighton Idol, à sa grande joie. Sonia réalise enfin son rêve à la fin de la série, à la 10e saison, elle devient choriste pour la tournée mondiale de Céline. Elle quitte la gang, qui comme elle quitte le restaurant pour aller vers leur projet respectif.

### Jonathan «Tché» Gouin
À partir de la saison 3, mieux connu sous le diminutif de Tché, il est le fils du propriétaire de la boulangerie Les pains Gouin. Né dans un milieu très aisé, Tché ne veut pas travailler pour l'entreprise de son père. Il a plutôt décidé de prouver à son père qu'il était capable de mener sa vie seul sans l'aide financière de ce dernier. C'est pourquoi il travaille maintenant sous la bannière du Captain Creighton. Il a déjà été assistant-gérant puis gérant. Même qu'il remplace Anaïs en tant qu'assistant-gérant quand elle n'est pas là pour remplacer M. Pitre. Pendant un certain temps, il s'est fait passer comme étant Jonathan Bernatchez avant que la gang découvre sa véritable identité. Il devra un jour devenir le propriétaire de la boulangerie de ses parents car il en est l'héritier. À ses débuts à l'émission, on apprend qu'il étudie au même cégep que Pat. Au grand dam de celui-ci, il a fréquenté Anaïs durant une grande partie de la 5e saison pour finalement rompre avec elle, à cause de la manie d'Anaïs de le traiter en esclave. Il devient propriétaire du restaurant dans la 6e saison, mais trouvait qu'il était très difficile de concilier amitié et travail. Il décida de vendre le restaurant à Danny pour 1 $, mais ce dernier y voyait une arnaque, donc Tché lui vendit finalement pour 50 ¢. Une jeune femme du Costa Rica appela Tché à l'aide. Tché est donc allé au Costa Rica pendant trois mois pour aider les gens là-bas. Il revient durant le premier épisode de la saison 8. Il perd tout son argent à cause de la faillite des pains Gouin. Tché est maintenant un pilote d'hélicoptère. Il sortait avec Marie-Pierre Nadeau depuis la saison 8, mais leur relation s'est terminée à cause qu'il n'y avait rien de spécial entre eux. Par la suite, il fréquentait Ève depuis sa rupture avec Marie-Pierre, mais il rompt avec elle au début de la saison 10. Il reprend vite avec elle au dernier épisode de la 10e saison, dernier de la série, et part étudier en informatique avec elle à Sherbrooke.

### Darius Léveillé
À partir de la saison 4, il arrive de force au sein de la bannière Captain Creighton. Darius est une personne très étrange, mais il est tout de même attentionné et attachant. Il aime les arts, il est même un grand amateur du miniature et tout comme Ève, il est écologique et humaniste. Arborant fièrement une apparence punk, il est un adepte des tatouages et des piercings. Il fait des remarques qui n'ont aucun sens avec la conversation. Darius a eu 28 familles adoptives durant son enfance. Son seul confident est un rat blanc nommé Lothär qui est mort mais revenu à la vie parce qu'il était le clone d'un original mort dans la saison 6 (le nouveau Lothär, deuxième clone de l'original, porte le code de clonage 14 35FX-2). Après la mort de Lothär, Darius a acquis une plante carnivore que Danny détestait; il s'est même querellé avec la plante. Malgré sa personnalité spéciale, il habitait chez Sonia et Ève, dans une chambre à part, mais les as quittés dans la 9e saison pour aller habiter dans sa ferraillerie, un endroit qui aurait des liens avec sa famille biologique. Il cohabite maintenant avec Slamm et Tché. À la fin de la saison 10, il retrouve sa mère qui lui demande de la suivre sur son bateau pour faire le tour de l’Antarctique. Il quitte la gang également vers une fin heureuse.

### Marine Bellehumeur
Marine est une fille féminine, coquette, voire snob, impulsive et se fait embaucher comme caissière en n’oubliant pas de mentionner que son père a des liens avec le Captain Creighton (ils jouent à la même table de poker). Elle est une acheteuse compulsive. Elle aime les magazines de célébrités, de mode ou de potins. On peut remarquer que sa célébrité préférée est Paris Walton. Marine est une créatrice de robes et d'ailleurs, c'est elle qui a créé la robe de Sonia pour sa finale de Creighton Idol et celle d’Anaïs pour son bal (c'était une robe en rideau de douche et après, une robe en papier de toilette). Malgré sa personnalité superficielle, c'est tout de même une bonne fille de la gang qui est très attentionnée. Elle rêve de devenir styliste et d'aller à Hollywood. Elle cohabite maintenant chez Ève et Sonia, dans une chambre à part, après le départ de Darius. Elle est amoureuse de Slamm depuis la fin de la saison 8. À la dernière saison, au dernier épisode, après plusieurs essaie, ils réussissent enfin à sortir ensemble et à prouver leur amour. Slamm par contre quitte pour Hollywood, mais ils vont s'écrire des lettres par distance. Elle va étudier et quitte le Captain Creighton comme le reste de la gang.

### Simon-Louis «Slamm» Auger-Moreau-Morissette
Originaire de Sorel-Tracy, Slamm, dont son vrai nom Simon-Louis, est un étudiant en éducation physique, est sportif et a un beau physique… Il fait craquer toutes les filles. Il est engagé au restaurant puisqu'Anaïs, alors gérante du Captain Creighton, est tombée amoureuse de lui. Il est le nouveau colocataire de Tché et prend beaucoup de place avec tout son équipement sportif. Malgré son beau physique, Slamm est têtu, compétitif, un peu immature et il n'est pas très autonome, c'est même encore sa mère qui s'occupe de lui. Slamm souffre également de coulrophobie et aime secrètement les films romantiques. À son arrivée au Captain Creighton, Slamm pratiquait tous les sports au monde (144), mais pour des raisons médicales, il a finalement choisi de pratiquer seulement le rugby à XV (à la suite d'un commentaire de Marine). Du côté amoureux, Slamm est sorti tout d'abord avec Cornélia, une boxeuse, pendant quelques épisodes, même si cette dernière est parti en voyage dans l'Ouest canadien pendant six mois. Il tombe amoureux de Marine à la fin de la saison 8. Ils tentent vainement à plusieurs reprises de s'avouer leur amour. À la fin de la série, à la 10e saison, il réussit enfin à sortir avec Marine et il décide d'aller étudier à l'Université de Californie. Il vivra alors une relation à distance avec Marine. Seule Anaïs, reste au restaurant, et toute la gang se promet de se revoir dans 10 ans.

### Sarah et Sandra McCormick
Elles sont jumelles, mais elles ne sont jamais apparues dans l'émission. Elles ont toujours une raison d'être absentes au travail. Elles ont même écrit un livre avec des trucs pour ne pas aller travailler (l'écriture d'un livre y est d'ailleurs répertorié). Elles s'entendent bien avec tout le monde sauf avec Marie-Annette qu'elles ont fait démissionner. Selon les concepteurs de l'émission, c'est un gag récurrent et on ne verra probablement jamais les jumelles.

### Nancy Désilets
Présente dans les saisons 1, 3, 4, 6, 7 et 10. Elle est la femme de Denis Pomerleau et l'ex femme de Danny Pitre. Elle est toujours à la recherche de l'homme qui lui offre la plus haute somme d'argent. Elle et son ancien associé ont déjà failli acheter le Captain Creighton de Montréal pour en faire une école: Éduc Moidon. Projet super, mais l'attrape est que les jeunes de l'école seront redirigés vers le Barbecue Joe qui servira de cafétéria. Un mystérieux acheteur (Tché) a finalement acheté le resto grâce à la « clause Atlanta », qui définit l'heure de tombée à l'heure locale d'Atlanta, laissant ainsi le temps à Tché d'acheter le restaurant compte tenu du décalage horaire. Dans la saison 10, Nancy divorce avec Denis à cause de la faillite du Barbecue Joe. Danny essayait de la reconquérir, mais elle fut intéressée par Richard Riendeau. À la fin de la saison, à la suite d'un incendie du Barbecue Joe, Nancy épouse Danny et ensemble, ils ouvrent un restaurant nommé La Patate de Nancy pour remplacer le Barbecue Joe. Anaïs prend la relève à la gérance par la suite avec de nouveaux employés, remplacent les autres qui ont quitté le restaurant.

## Anciens personnages

### Paul Duquette
Présent dans les saisons 1 à 2. Il est vice-président marketing de Captain Creighton pour l'est du Canada. Méchant, sadique et violent, il voudrait que la succursale montréalaise de la chaîne ferme ses portes. Il fut renvoyé très bas dans la hiérarchie Creighton après une erreur des employés et du gérant. Il était le gérant de la succursale de Montréal avant que Danny prenne sa place.

### Réal Patris
Présent dans la saison 3. Il a été le remplaçant de Danny Pitre lorsque celui-ci était maire de Montréal. Donner des ordres lui donnait des brûlements d'estomacs et il ne prenait jamais de décisions. Lorsque Danny a démissionné de son rang de maire, il engagea ce dernier aux plaques. Anaïs prenais de plus en plus de décision en tant qu'assistante-gérante (son poste quelle occupais depuis la mi-saison 2). Quelques jours plus tard, Réal cède sa place de gérant à Danny parce qu'il trouvait que c'était trop de responsabilités.

### Denis Pomerleau
Présent dans les saisons 1 et 2. Il était le propriétaire du restaurant Barbecue Joe, le fort compétiteur de Captain Creighton. Il est aussi connu comme étant le traître de Captain Creighton. Aussi, il était gérant du Captain Creighton de Laval. Anciennement ami avec M. Pitre, il lui a volé Nancy, l'amour de sa vie et le poste de gérant à Laval. Depuis qu'Anaïs a fait exploser Barbecue Joe, M. Pomerleau n'apparaît plus dans les épisodes. Cependant, la guerre est toujours là entre les deux restos. Le Barbecue Joe contient des glissades d’eau, des pistes de Go Kart et des arcades.

### Gilles GendronJr.
Présent dans les saisons 2 à 3. Rêvant de travailler pour Captain Creighton, il fait n'importe quoi pour y parvenir. M. Pitre refuse catégoriquement de l'engager, prétextant qu'il n'a pas ce qu'il faut pour devenir un employé Creighton. Durant un épisode, il a espionné Pat pour voir ce que Pat a de plus que lui parce que Gilles sait que Danny rêve de voir Pat prendre sa relève.

### Madame Leclerc
À partir de la saison 1, elle est la cliente qui va le plus souvent chez Captain Creighton. Elle raffole des Burdogs Matin et elle a déjà été juge pour la Caissière de l'année. Elle cherche des défauts partout. Elle déteste en particulier Danny. Elle vient surtout le matin et elle prend fréquemment « un petit café avec un lait, pas de sucre ». Et souvent elle n'obtient pas son Burdog Matin !

### Julien-Christophe «JiCi (JC)»
Présent dans les saisons 1 à 3 et 5. C'est l'ex-chum de Sonia. Ils étaient ensemble depuis le secondaire 2. Dès le début, on voyait qu'il n'était pas fidèle à cette dernière. Durant 5 ans, il a travaillé avec Sonia pour créer son premier album. Une semaine avant le lancement de l'album de Sonia, il lui fit remarquer par une lettre le pot aux roses de leur contrat. Tous les droits des chansons lui reviennent, alors il partit avec sa nouvelle blonde hors du pays pour se faire une nouvelle vie avec tout l'argent que rapporte l'album. JiCi ne supporte pas qu'on l'appelle par son vrai prénom, Julien-Christophe.

### Norbert Gratton
Présent dans les saisons 1 à 3. Intellectuel de nature, Norbert a pour passion les jeux vidéo, les mathématiques et Plutoniax, tout comme son meilleur ami Pat. Il a longtemps fréquenté Ève qu'il a aimé dès la première fois qu'il l'a vue (tout comme Ève). Il étudie actuellement les mathématiques à l'Université Stanford, reconnue pour son prestige, en Californie. Il serait actuellement diplômé de cette université et résiderait toujours en Californie.

### Jean-Régis «Golden» Cossette
Présent dans les saisons 1 à 3. Concierge en chef de la succursale de Montréal, il étudie à l'école de police de Drummondville, afin de parvenir à son but de vie : devenir policier. Gaffeur de nature, il est niaiseux et a beaucoup de difficultés à garder secrète une confidence qui lui a été dite. Il n'est plus employé au Captain Creighton car il est parti pour un stage à Drummondville. Il a aussi une sœur prénommée Marie-Annette qui quitta Drummondville voulant venir travailler avec son frère alors qu'il était parti faire son stage à Drummondville sans qu'elle le sache.

### Marie-Annette Cossette
Présente dans les saisons 2 et 4. Sœur de Jean-Régis, elle est aussi empotée que ce dernier. Elle a été monitrice de camp de jour pour enfants dans sa jeunesse. Elle a même fait connaître Anaïs à Patrick lors de ces camps quand ils étaient petits. Dans la saison 2, elle était amoureuse de Norbert mais elle a perdu espoir en voyant que celui-ci sortait avec Anaïs (fausse relation). Elle a travaillé un certain temps au resto mais elle a démissionné car elle se chicanait trop avec les jumelles McCormick. On a aussi appris qu'elle était secrètement amoureuse de Danny Pitre.

### Patrick «Pat» Béliveau
Présent dans les saisons 1 à 7. Communément appelé Pat, il est l'ex-chum d'Ève. Passionné de photographie, de Plutoniax et des filles. Il habitait en appartement avec Tché. Il est aussi une personne très matérialiste qui ne se prive pas pour faire des mauvais coups à Anaïs. On a appris au dernier épisode de la saison six qu'il vient de terminer ses études de photographe. Il est toujours à la recherche de la façon la plus facile pour effectuer les choses. Il a eu 191 blondes. Une association, l'Association des blondes de Pat Béliveau (ADBDPB), a déjà été créée en son honneur par ses ex-blondes. Lors de la septième saison, il démarre une compagnie de photo nommée Pat Photo. Pat est allé rejoindre Tché au Costa Rica afin de l'aider et n'est finalement pas revenu car il voulait rester en Amérique centrale et ne reviendra plus jamais dans l'émission.
Son personnage est disparu après la septième saison, à la suite des accusations de possession de drogue et de pornographie infantile contre l'acteur Jean-François Harrisson, celui qui personnifiait Pat. Tous les épisodes le mettant en vedette ont été retirés des ondes en date du 6 mars 2009. Son personnage a été remplacé par Slamm (joué par Pierre-Luc Houde).

### Xavier
Présent dans la saison 7. Il est l'ex-chum de Sonia. Il l'a laissé à la huitième saison, à la commande à l'auto. Xavier lui a dit le mot fromage avant de la laisser. Il adore bricoler, peut-être même plus qu'il aime Sonia. C'est le neveu de Danny. Lui et Sonia se sont rencontrés parce que Danny avait besoin de lui pour un travail au restaurant.

### Marie-Pierre Nadeau
Présente dans les saisons 6 à 9. Elle est l'animatrice de sa propre émission Marie-Pierre Nadeau, en compagnie de Marie-Pierre Nadeau, et également journaliste d'enquête. Tché est déjà tombé sous son charme, mais celle-ci semblait ne pas réellement s'intéresser à lui, jusqu'à ce qu'il débarque dans son émission pour soutenir Ève, après avoir fait un discours du gars ordinaire. Depuis, elle est sortie avec Tché, même si leur relation n'était pas très passionnée. Dans la neuvième saison, elle rompt avec son chum pour reconquérir Tché, en l'engageant comme pilote d'hélicoptère de son émission, afin de filmer des reportages, même si Tché sortait avec Ève. Puisque Marie-Pierre a essayé d'embrasser Tché, ce dernier démissionne afin de garder son amour près de lui, qui est Ève.

### Saminia
Présente dans la saison 8 et 9. Samminia est la pire rivale de Sonia lors du concours Creighton Idol et dans la vraie vie. Elle a un cœur tendre, ce qui veut dire qu'elle est généreuse, douce et talentueuse, et même trop. À cause de Sonia, Samminia n'a pas pu participer a la finale de Creighton Idol. Pour se venger, Samminia, devenue la directrice artistique de Capitain Creighton, fait de Sonia, un produit marketing de Capitain Creighton. Ce qui veut dire, que Sonia ne peut seulement chanter que pour Capitain Creighton et lui fait mettre un bracelet-micro qui peut enregistrer Sonia vingt-quatre heures sur vingt-quatre. Le bracelet est ensuite changé pour un micro-micro car Sonia avait trouvé le moyen de parler sans être entendue, celui-ci lui a également été retiré.

### Daphnée
Présente dans la saison 7. Daphnée est la petite cousine de 12 ans de Sonia et habite à Sept-îles. Elle est aussi une très grande fan du personnage de Sonia Rutabaga qu'a inventé Sonia pour amuser les enfants, elle a même écrit des paroles qui sont sur la musique de la chanson de Sonia Rutabaga : le téléphone. Daphnée est une chanteuse tout comme sa petite cousine et obtient des contrats que Sonia n'a pas, ce qui rend cette dernière un peu jalouse.

### Marc-Olivier, Jean-Sébastien et Sarah-Maude
Anciens employés qui ne sont que mentionnés, mais ne paraîtront jamais dans les épisodes. Le jour de la réouverture du restaurant, Marc-Olivier fut promu et transféré à Laval, Jean-Sébastien à Pointe-Claire, et Sarah-Maude à Saint-Jérôme.

## Autour de la série

### La recette du fameux «Burdog»
C'est un mélange de hamburger et de hot-dog. Il y a un pain hamburger avec de la viande à hot-dog roulée sur elle-même.

## Audiences
Dès son entrée en ondes, à l’automne 2002, elle s’est rapidement hissée dans le top 10 des émissions les plus populaires. Depuis 2006, elle trône au sommet du palmarès.
La série captivait chaque semaine un auditoire cumulé de 386 000 personnes.

## Nominations et récompenses

### Nominations
- 2004-2009 : KARV, l'anti.gala dans la catégorie « Même si votre maison brûlait, vous resteriez devant la télévision pour ne pas rater cette émission »
- 2009 : Prix Gémeaux du meilleur rôle de soutien jeunesse (Marilyse Bourke alias Sonia dans Une grenade avec ça ?)
- 2009 : Prix Gémeaux du meilleur rôle de soutien jeunesse (Yan England alias Darius dans Une grenade avec ça ?)
- 2010 : KARV, l'anti.gala « Je raterais ma vie avant de rater cette émission ». Catégorie: Émission de télévision préférée de l'année.
- 2011 : Prix Artis de la meilleure actrice dans une émission jeunesse (Caroline Gendron alias Marine dans Une grenade avec ça ?)

### Récompenses
- 2008 : Prix Gémeaux de la meilleure émission jeunesse.
- 2008 : Prix Artis du meilleur acteur de série jeunesse remis à Jean-François Harrisson (Patrick dans Une grenade avec ça ?)
- 2009 : Prix Artis de la meilleure actrice ou du meilleur acteur de série jeunesse remis à Rose-Maïté Erkoreka (Ève dans Une grenade avec ça ?)
- 2009 : Prix Gémeaux de la meilleure réalisation de fiction jeunesse
- 2009 : Prix Gémeaux du meilleur premier rôle jeunesse remis à Catherine Proulx-Lemay (Anaïs dans Une grenade avec ça ?)
- 2010 : L'émission a reçu le Prix du public au Gala des prix d'excellence 2010 de l'Alliance pour l'enfant et la télévision, qui avait lieu le jeudi 27 mai à Montréal
- 2011 : Prix Artis du meilleur acteur dans une émission jeunesse remis à Yan England (Darius dans Une grenade avec ça ?)

## Commentaires
- La série bénéficie d'une certaine rotation de ses personnages. Plusieurs apparaissent au cours des saisons, dont Darius Léveillé, l'excentrique (Yan England) et Jonathan « Tché » Gouin, l'espiègle (Eric Paulhus), alors que certains disparaissent, dont le personnage de Patrick « Pat » Béliveau, à la suite des accusations de possession de drogue et de pornographie infantile dont fut accusé l'acteur Jean-François Harrisson en 2009.
- Une adaptation canadienne-anglophone, Fries with That?, a été diffusée sur la chaîne YTV en 2004 et mettait en scène, tout comme dans la version québécoise, des jeunes travaillant pour une grande chaîne de restauration rapide.
- Le restaurant sert des frites malgré l'absence de friteuse.
- Ben Creighton faisait partie de l’armée terrestre, mais on voit dans la série que les employés portent l’uniforme de l’armée de l’air américaine.
- Sur les murs des toilettes du restaurant, il y est écrit Capitaine Creighton (la traduction francophone) et non Captain Creighton.
- Au fil de la série, certains éléments du décor et des vêtements portés par les acteurs ont changé sans explication. Ainsi, le nombre de casiers a quelquefois changé et leur couleur aussi (au début de la série, les casiers étaient gris). Les motifs sur les murs de la salle à manger ont changé, ainsi que la couleur des murs de la salle des employés et la plaque sur la porte de la salle des employés. La couleur de certains vêtements portés par les caissières est devenue plus foncée. Durant la 8e saison, d'autres ont changé, comme un mur près des toilettes et la table de la salle des employés.
- On entend souvent le bruit des ustensiles lorsque les scènes de l'émission se déroulent dans la salle à manger. Toutefois, les clients commandent toujours des Burdogs et ceux-ci se mangent sans ustensiles.
- Le générique du début montre que le Soldat G.I. Jones laisse tomber sa tête du côté gauche (le sien) lorsque la mouette lui tombe dessus. Les caissières du Captain Creighton demandent « Une grenade avec ça ? » en penchant la tête du même côté.
- En novembre 2005, un événement eu lieu a Montréal ayant pour but de commercialiser la recette de l'émission en faisant promouvoir des burdogs, auprès des citoyens montréalais, cette dégustation pris lieu sur le plateau de tournage de l'émission, mais l'activité fut un échec à cause du manque de participation.
- Le dernier épisode de la saison 7, Révélation, n'a pas été diffusé, puisque l'acteur Jean-François Harrisson, arrêté pour possession et distribution de pornographie infantile, jouait dans l'épisode. Le scandale entourant ce dernier a été dévoilé quatre jours avant la diffusion de cet épisode (prévue le 10 mars 2009).
- À partir du 6 mars 2009, tous les épisodes où figurait Jean-François Harrisson ont été suspendus[5]. Ainsi, seuls les vingt épisodes dans lesquels il ne figurait pas étaient présentés jusqu'au 25 août 2009. À l'automne 2009, seulement la 8e saison est diffusée, puis à l'hiver/printemps 2010, VRAK.TV rediffuse les épisodes où Harrison ne figure pas.
- La 8e saison comptera environ le double d'épisodes que les saisons précédentes, soit 44 épisodes.
- La série occupe la même case horaire depuis plusieurs années soit le mardi à 17 h. Elle était auparavant diffusée le mardi à 17 h 30.
- Une émission spéciale a été diffusée le 16 février 2010 marquant le 200e épisode de la série. Celle-ci contient un vidéoclip avec les comédiens et plusieurs invités. De plus, un clavardage a eu lieu avec les comédiens. Un concours a été lancé pour offrir la chance aux admirateurs de la série de se joindre aux comédiens pour le visionnement de cet épisode, deux jours plus tôt, à Montréal.
- Caroline Gendron (Marine) et Yan England (Darius) sont animateurs pour l'émission Fan Club.

## Produits dérivés
Deux jeux ont été créés au fil des années sur la série mis en ligne sur le site de Vrak.tv.